# Sergentomyia africana
Sergentomyia africana är en tvåvingeart som först beskrevs av Robert Newstead 1912.  Sergentomyia africana ingår i släktet Sergentomyia och familjen fjärilsmyggor. Inga underarter finns listade i Catalogue of Life.
Arten är vida spridd över Afrika.